# Episodi di The Good Wife (quarta stagione)
La quarta stagione della serie televisiva The Good Wife è stata trasmessa sul canale statunitense CBS dal 30 settembre 2012 al 28 aprile 2013.
La stagione ha debuttato in prima visione in lingua italiana in Svizzera, su RSI LA1, il 30 gennaio 2013; l'emittente elvetica ha trasmesso i primi undici episodi fino al 10 aprile, mentre i rimanenti sono andati in onda dal 6 agosto al 15 ottobre 2013. In Italia la stagione è invece trasmessa in chiaro da Rai 2 dal 24 febbraio 2013: i primi dodici episodi sono andati in onda fino al 14 maggio, i seguenti cinque sono stati trasmessi dal 24 febbraio al 24 marzo 2014, mentre i rimanenti dall'8 luglio al 5 agosto 2014. Dal 1º aprile 2014 la stagione va in onda su Fox Life trasmettendo così in prima visione per l'Italia gli ultimi due episodi, rispettivamente il 22 e il 29 luglio.
| nº | Titolo originale           | Titolo italiano                 | Prima TV USA      | Prima TV in italiano |
| -- | -------------------------- | ------------------------------- | ----------------- | -------------------- |
| 1  | I Fought the Law           | Curatore fallimentare           | 30 settembre 2012 | 30 gennaio 2013      |
| 2  | And the Law Won            | Un'amica per Alicia             | 7 ottobre 2012    | 6 febbraio 2013      |
| 3  | Two Girls, One Code        | Due ragazze, un codice          | 14 ottobre 2012   | 13 febbraio 2013     |
| 4  | Don't Haze Me, Bro         | Giochi pericolosi               | 21 ottobre 2012   | 20 febbraio 2013     |
| 5  | Waiting for the Knock      | Aspettando che bussino          | 28 ottobre 2012   | 27 febbraio 2013     |
| 6  | The Art of War             | L'arte della guerra             | 4 novembre 2012   | 6 marzo 2013         |
| 7  | Anatomy of a Joke          | Anatomia di una battuta         | 11 novembre 2012  | 13 marzo 2013        |
| 8  | Here Comes the Judge       | Actus reus                      | 18 novembre 2012  | 20 marzo 2013        |
| 9  | A Defense of Marriage      | La legge non è uguale per tutti | 25 novembre 2012  | 27 marzo 2013        |
| 10 | Battle of the Proxies      | Scontro di procure              | 2 dicembre 2012   | 3 aprile 2013        |
| 11 | Boom De Ya Da              | Temporeggiando                  | 6 gennaio 2013    | 10 aprile 2013       |
| 12 | Je Ne Sais What?           | Lezione di francese             | 13 gennaio 2013   | 14 maggio 2013       |
| 13 | The Seven Day Rule         | La regola dei sette giorni      | 27 gennaio 2013   | 13 agosto 2013       |
| 14 | Red Team, Blue Team        | Squadra rossa, squadra blu      | 17 febbraio 2013  | 20 agosto 2013       |
| 15 | Going for the Gold         | Una complicata messinscena      | 3 marzo 2013      | 27 agosto 2013       |
| 16 | Runnin' with the Devil     | Correndo col diavolo            | 10 marzo 2013     | 3 settembre 2013     |
| 17 | Invitation to an Inquest   | Inchiesta con invito            | 17 marzo 2013     | 10 settembre 2013    |
| 18 | Death of a Client          | Ricordi                         | 24 marzo 2013     | 17 settembre 2013    |
| 19 | The Wheels of Justice      | Una condanna di troppo          | 31 marzo 2013     | 24 settembre 2013    |
| 20 | Rape: A Modern Perspective | Idealismo e cinismo             | 14 aprile 2013    | 1º ottobre 2013      |
| 21 | A More Perfect Union       | Vita da socia                   | 21 aprile 2013    | 8 ottobre 2013       |
| 22 | What's in the Box?         | Un pugno di voti                | 28 aprile 2013    | 15 ottobre 2013      |

## Correndo col diavolo
- Titolo originale: Runnin' with the Devil
- Diretto da: Christopher Misiano
- Scritto da: Meredith Averill

### Trama
Alicia sospetta che un altro avvocato chiamato da Lemond Bishop per aiutare il suo caso possa essere intimidatorio nei confronti dei testimoni, Lockhart e Gardner discutono sul futuro dell'azienda, e l'azienda assume un nuovo investigatore, con grande dispiacere di Kalinda.
- Special guest star: Wallace Shawn, Audra McDonald, Bebe Neuwirth
- Nota. Due delle tre guest star di questo episodio (Wallace Shawn e Audra McDonald), saranno poi presenti nello spin-off della serie televisiva, The Good Fight.